# Attaque de Noaka
Insurrection djihadiste au Burkina Faso
Batailles
- Samorogouan
- Intangom
- Nassoumbou
- Ariel
- 1re Inata
- Loroni
- Gorom-Gorom
- Koutougou
- Arbinda
- Hallalé
- Markoye
- Dounkoun
- Boukouma
- 2e Inata
- Titao
- Opération Laabingol
- Namissiguima
- Madjoari
- Bourzanga
- Seytenga
- Gaskindé
- Tin-Ediar
- Tin-Akoff
- Aoréma
- Ougarou
- Namsiguia
- Noaka
- Koumbri
- Djibo
- Tawori
- Mansila
- Nassougou

Massacres
- Yirgou
- Solhan
- Karma
- Komsilga, Nodin et Soroe
- Bibgou et Soualimou
- Barsalogho

Attentats
- 1er Ouagadougou
- 2e Ouagadougou
- 3e Ouagadougou

L'attaque de Noaka a lieu le 26 juin 2023 lors de l'insurrection djihadiste au Burkina Faso.

## Déroulement
Le 26 juin 2023, le village de Noaka est attaqué par les djihadistes. Seuls les miliciens des Volontaires pour la défense de la patrie (VDP) sont présents sur place pour défendre la localité. Selon l'armée burkinabée, les VDP réagissent « vaillament » et l'attaque est repoussée.

## Pertes
Selon des sources locales de l'AFP, le bilan des combats est lourd,. 
Un responsable des VDP déclare : « On a perdu des dizaines d'hommes à Noaka et plusieurs sont blessés. [...] Plusieurs autres combattants sont toujours portés disparus ».
Un habitant estime le nombre des VDP tués à « une trentaine », plus de « nombreux blessés » et déclare : « C'est un massacre qui a eu lieu à Noaka ». Du côté des djihadistes, il affirme que « les vaillants combattants, appuyés par l'armée, ont permis d'infliger également une lourde perte aux assaillants ». Il ajoute que plusieurs motocyclettes et de l'armement ont été récupérés.
Dans un communiqué publié le 30 juin, l'armée burkinabée annonce quant à elle que 33 VDP ont été tués lors de l'attaque, contre « une cinquantaine de terroristes neutralisés ».